# Cratere Haber
Haber è un cratere lunare di 56,79 km situato nella parte nord-orientale della faccia nascosta della Luna.